# Trichoscypha rubicunda
Trichoscypha rubicunda är en sumakväxtart som beskrevs av Paul Lecomte. Trichoscypha rubicunda ingår i släktet Trichoscypha och familjen sumakväxter. Inga underarter finns listade i Catalogue of Life.